# Kosmos (hotell)
Kosmos (ryska: Гостиничный комплекс «Космос») är ett enormt hotell i Moskva, beläget mittemot allryska utställningscentret.
Kosmos byggdes inför olympiska sommarspelen 1980, invigdes den 18 juli 1979 och har ungefär 1800 rum, och hotellets barer och restauranger har kapacitet för ungefär 3600 gäster.